# 第86回都市対抗野球大会予選
第86回都市対抗野球大会予選は、第86回都市対抗野球大会に出場するチームを決定する全517試合の結果を記録したものである。
なお、本大会への出場を決める代表決定戦以外におけるコールド、延長のイニングは記載しない。

## 北海道地区

### 1次予選
- 1回戦

函館太洋倶楽部　4－3　旭川グレートベアーズ
ウイン北広島　7－2　札幌ブルーインズ
トランシス　14－0　ブレーブくしろ
オール苫小牧　8－7　札幌ホーネッツ
- 2回戦

札幌倶楽部　4－0　函館太洋倶楽部
ウイン北広島　5－2　帯広倶楽部
伊達聖ヶ丘病院　4－3　トランシス
小樽野球協会　9－4　オール苫小牧
- 準決勝

室蘭シャークス　12－1　札幌倶楽部
WEEDしらおい　12－5　ウイン北広島
JR北海道　17－0　伊達聖ヶ丘病院
航空自衛隊千歳　5－4　小樽野球協会
- 敗者復活1回戦

ウイン北広島　7－0　札幌倶楽部
小樽野球協会　10－8　伊達聖ヶ丘病院
- 敗者復活2回戦

ウイン北広島　4－3　小樽野球協会
- 代表決定戦

室蘭シャークス　2－0　WEEDしらおい
JR北海道　6－3　航空自衛隊千歳
- 敗者復活代表決定戦

航空自衛隊千歳　3－2　WEEDしらおい
- 敗者再復活代表決定戦

WEEDしらおい　7－2　ウイン北広島
室蘭シャークス、JR北海道、航空自衛隊千歳、WEEDしらおいが2次予選に進出

### 2次予選
- 代表決定リーグ戦

第1戦　JR北海道　6－2　航空自衛隊千歳
第2戦　室蘭シャークス　8－7　WEEDしらおい
第3戦　室蘭シャークス　4－0　航空自衛隊千歳
第4戦　JR北海道　10－3　WEEDしらおい
第5戦　JR北海道　2－1　室蘭シャークス
第6戦　航空自衛隊千歳　5－2　WEEDしらおい
（1位：JR北海道（3勝）、2位：室蘭シャークス（2勝1敗）、3位：航空自衛隊千歳（1勝2敗）、4位：WEEDしらおい（3敗））
JR北海道が本戦出場

## 東北地区

### 青森県1次予選
- 1回戦

キングブリザード　14－9　オール青森クラブ
弘前アレッズ　25－1　全弘前倶楽部
- 準決勝

三菱製紙八戸クラブ　18－6　キングブリザード
自衛隊青森　6－5　弘前アレッズ
- 代表決定戦

三菱製紙八戸クラブ　5－0　自衛隊青森
三菱製紙八戸クラブが東北2次予選に進出

### 秋田県1次予選
- 1回戦

JR秋田　7－3　秋田ベースボールクラブ
能代松陵クラブ　7－3　秋田王冠クラブ
- 2回戦

TDK　7－0　JR秋田
ノースアジア大校友クラブ　12－5　大曲ベースボールクラブ
由利本荘ベースボールクラブ　7－5　互大設備ダイヤモンドクラブ
ゴールデンリバース　24－1　能代松陵クラブ
- 準決勝

TDK　13－0　ノースアジア大校友クラブ
ゴールデンリバース　9－0　由利本荘ベースボールクラブ
- 代表決定戦

TDK　8－0　ゴールデンリバース
TDKが東北2次予選に進出

### 岩手県1次予選
- 1回戦

赤崎野球クラブ　6－4　盛岡球友倶楽部
宮古倶楽部　8－4　花巻硬友倶楽部
オール江刺　4－2　高田クラブ
- 2回戦

赤崎野球クラブ　10－3　オール不来方
盛友クラブ　13－4　一関ベースボールクラブ
矢巾硬式クラブ　7－3　宮古倶楽部
遠野クラブ　6－0　住田硬式野球クラブ
一戸桜陵クラブ　16－4　九戸クラブ
水沢駒形野球倶楽部　2－0　釜石野球団
JR盛岡　6－0　オール江刺
トヨタ自動車東日本　13－0　福高クラブ
- 3回戦

盛友クラブ　4－2　赤崎野球クラブ
水沢駒形野球倶楽部　6－1　矢巾硬式クラブ
JR盛岡　8－1　遠野クラブ
トヨタ自動車東日本　17－0　一戸桜陵クラブ
- 準決勝（代表決定戦）

水沢駒形野球倶楽部　5－2　盛友クラブ
トヨタ自動車東日本　9－0　JR盛岡
- 敗者復活代表決定戦

JR盛岡　5－0　盛友クラブ
- 決勝

トヨタ自動車東日本　1－0　水沢駒形野球倶楽部
トヨタ自動車東日本、水沢駒形野球倶楽部、JR盛岡が東北2次予選に進出

### 山形県1次予選
- 1回戦

きらやか銀行　25－0　新庄球友クラブ
鶴岡野球クラブ　9－1　天童エンジェルス
- 代表決定戦

きらやか銀行　22－5　鶴岡野球クラブ
きらやか銀行が東北2次予選に進出

### 宮城県1次予選
- クラブ予選

一迫ベースボールクラブ　27－2　白山クラブ
サニークラブ　5－2　TFUクラブ
青葉クラブ　14－4　石巻日和倶楽部
- 1回戦

日本製紙石巻　8－1　HOKUTOベースボールクラブ
東北マークス　8－3　一迫ベースボールクラブ
JR東日本東北　10－0　青葉クラブ
七十七銀行　10－0　サニークラブ
- 準決勝

日本製紙石巻　9－0　東北マークス
JR東日本東北　11－0　七十七銀行
- 代表順位決定戦

七十七銀行　7－5　東北マークス
- 決勝戦

日本製紙石巻　8－1　JR東日本東北
日本製紙石巻、JR東日本東北、七十七銀行、東北マークスが東北2次予選に進出

### 福島県1次予選
- 1回戦

保原クラブ　5－4　全白河野球クラブ
- 2回戦

オールいわきクラブ　6－2　保原クラブ
北斗野球クラブ　9－7　オール双葉野球クラブ
富士通アイソテックベースボールクラブ　16－0　郡山ベースボールクラブ
会津ベースボールクラブ　12－3　二本松クラブ
いわき菊田クラブ　6－4　自衛隊福島
小峰クラブ　9－8　川俣クラブ
福島硬友クラブ　7－6　須賀川クラブ
郡山イーストジャパンクラブ　11－4　福島クラブ
- 3回戦

オールいわきクラブ　7－4　北斗野球クラブ
富士通アイソテックベースボールクラブ　12－6　会津ベースボールクラブ
いわき菊田クラブ　7－6　小峰クラブ
郡山イーストジャパンクラブ　12－0　福島硬友クラブ
- 準決勝（代表決定戦）

富士通アイソテックベースボールクラブ　13－0　オールいわきクラブ
郡山イーストジャパンクラブ　14－7　いわき菊田クラブ
- 決勝

富士通アイソテックベースボールクラブ　16－2　郡山イーストジャパンクラブ
富士通アイソテックベースボールクラブ、郡山イーストジャパンクラブが東北2次予選に進出

### 東北2次予選
- 1回戦

JR東日本東北　7－1　トヨタ自動車東日本
七十七銀行　14－0　郡山イーストジャパンクラブ
日本製紙石巻　10－0　水沢駒形野球倶楽部
東北マークス　6－1　JR盛岡
- 2回戦

JR東日本東北　7－3　きらやか銀行
七十七銀行　10－0　三菱製紙八戸クラブ
日本製紙石巻　21－2　富士通アイソテックベースボールクラブ
TDK　7－5　東北マークス
- 敗者復活1回戦

トヨタ自動車東日本　11－1　富士通アイソテックベースボールクラブ
東北マークス　2－0　郡山イーストジャパンクラブ
きらやか銀行　9－6　水沢駒形野球倶楽部
JR盛岡　11－0　三菱製紙八戸クラブ
- 敗者復活2回戦

トヨタ自動車東日本　7－1　東北マークス
きらやか銀行　3－0　JR盛岡
- 準決勝

JR東日本東北　5－0　七十七銀行
日本製紙石巻　2－0　TDK
- 敗者復活3回戦

七十七銀行　5－2　トヨタ自動車東日本
きらやか銀行　7－4　TDK
- 敗者復活4回戦

七十七銀行　2－1　きらやか銀行
- 第1代表決定戦

JR東日本東北　3－1　日本製紙石巻
- 第2代表決定戦

日本製紙石巻　4x－3　七十七銀行　（延長13回）
JR東日本東北、日本製紙石巻が本戦出場

## 北信越地区

### 新潟県1次予選
- 1回戦

JR新潟　5－3　新潟クラブ野球団
ファイティングスピリット　3－1　五泉クラブ
- 2回戦

オール飯豊　7－6　JR新潟
野田サンダーズ　6－4　新潟コンマーシャル倶楽部
ファイティングスピリット　5－1　佐渡軍団
オール長岡野球倶楽部　6－3　新津クラブ
- 3回戦

野田サンダーズ　7－0　オール飯豊
ファイティングスピリット　8－0　オール長岡野球倶楽部
- 代表決定リーグ戦

第1戦　バイタルネット　8－1　野田サンダーズ
第2戦　バイタルネット　16－1　ファイティングスピリット
第3戦　野田サンダーズ　5－3　ファイティングスピリット
（1位：バイタルネット（2勝）、2位：野田サンダーズ（1勝1敗）、3位：ファイティングスピリット（2敗））
バイタルネット、野田サンダーズが北信越2次予選に進出

### 長野県1次予選
- 1次リーグ

第1戦　千曲川硬式野球クラブ　14－2　佐久コスモスターズ硬式野球倶楽部
第2戦　千曲川硬式野球クラブ　11－0　長野好球倶楽部
第3戦　佐久コスモスターズ硬式野球倶楽部　11－3　長野好球倶楽部
（1位：千曲川硬式野球クラブ（2勝）、2位：佐久コスモスターズ硬式野球倶楽部（1勝1敗）、3位：長野好球倶楽部（2敗））
- 準決勝（代表決定戦）

信越硬式野球クラブ　6－2　千曲川硬式野球クラブ
フェデックス　11－3　佐久コスモスターズ硬式野球倶楽部
- 敗者復活代表決定戦

千曲川硬式野球クラブ　6－3　佐久コスモスターズ硬式野球倶楽部
- 決勝

信越硬式野球倶楽部　9－4　フェデックス
信越硬式野球倶楽部、フェデックス、千曲川硬式野球クラブが北信越2次予選に進出

### 富山県・石川県・福井県1次予選
- 1回戦

福井ミリオンドリームズ　6－4　ロキテクノベースボールクラブ
- 準決勝（代表決定戦）

福井ミリオンドリームズ　8－2　Hard Ball Club金沢
伏木海陸運送　2－1　富山ベースボールクラブ
- 敗者復活1回戦

富山ベースボールクラブ　8－1　ロキテクノベースボールクラブ
- 敗者復活代表決定戦

富山ベースボールクラブ　5－4　Hard Ball Club金沢
- 決勝

福井ミリオンドリームズ　4－1　伏木海陸運送
福井ミリオンドリームズ、伏木海陸運送、富山ベースボールクラブが北信越2次予選に進出

### 北信越2次予選
- 1回戦

福井ミリオンドリームズ　3－0　野田サンダーズ
信越硬式野球クラブ　7－5　富山ベースボールクラブ
バイタルネット　6－0　伏木海陸運送
千曲川硬式野球クラブ　8－3　フェデックス
- 2回戦

信越硬式野球クラブ　11－3　福井ミリオンドリームズ
バイタルネット　13－0　千曲川硬式野球クラブ
- 敗者復活1回戦

千曲川硬式野球クラブ　10－5　福井ミリオンドリームズ
- 3回戦

バイタルネット　9－4　信越硬式野球クラブ
- 敗者復活2回戦

信越硬式野球クラブ　6－2　千曲川硬式野球クラブ
- 代表決定戦（2戦先勝＝バイタルネットに1勝のアドバンテージ）

第1戦　信越硬式野球クラブ　6－3　バイタルネット
第2戦　信越硬式野球クラブ　6－2　バイタルネット
信越硬式野球クラブが本戦出場

## 北関東地区

### 茨城県1次予選
- 1回戦

鹿島レインボーズ　11－10　全水戸野球クラブ
オール日立ドリームズ　（不戦勝）　全神栖硬式野球クラブ
大宮クラブ　5－1　茨城ゴールデンゴールズ
- 2回戦

全鹿嶋野球倶楽部　8－1　鹿島レインボーズ
日本ウェルネススポーツ大学　6－5　オール日立ドリームズ
TSUKUBA CLUB　6－2　大宮クラブ
JR水戸　30－8　全東海野球団
- 3回戦（代表決定戦）

日本ウェルネススポーツ大学　5－4　全鹿嶋野球倶楽部
TSUKUBA CLUB　5－3　JR水戸
- 準決勝

日立製作所　6－0　日本ウェルネススポーツ大学
新日鐵住金鹿島　7－0　TSUKUBA CLUB
- 順位決定戦

TSUKUBA CLUB　6－0　日本ウェルネススポーツ大学
- 決勝

日立製作所　1－1　新日鐵住金鹿島　（日没引き分け再試合）
日立製作所　8－1　新日鐵住金鹿島
日立製作所、新日鐵住金鹿島、TSUKUBA CLUB、日本ウェルネススポーツ大学が北関東2次予選に進出

### 栃木県1次予選
- 1回戦

全栃木野球クラブ　6－1　宇工OBクラブ
コットンウェイ硬式野球倶楽部　8－5　宇都宮大学OBクラブ
THREE NINE CLUB　8－3　TSK宇都宮
- 準決勝（代表決定戦）

全足利クラブ　4－1　全栃木野球クラブ
コットンウェイ硬式野球倶楽部　5－1　THREE NINE CLUB
- 決勝

全足利クラブ　7－5　コットンウェイ硬式野球倶楽部
全足利クラブ、コットンウェイ硬式野球倶楽部が北関東2次予選に進出

### 群馬県1次予選
- 1回戦

伊勢崎硬建クラブ　10－3　大泉硬友野球クラブ
オール高崎野球倶楽部　5－2　全前橋野球倶楽部
- 2回戦

伊勢崎硬建クラブ　7－2　アゼリア館林硬式野球クラブ
太田球友硬式野球倶楽部　6－5　オール高崎野球倶楽部
- 3回戦（代表決定戦）

太田球友硬式野球倶楽部　7－6　伊勢崎硬建クラブ
- 決勝

富士重工業　11－0　太田球友硬式野球倶楽部
富士重工業、太田球友硬式野球倶楽部が北関東2次予選に進出

### 北関東2次予選
- 1回戦

日立製作所　9－0　コットンウェイ硬式野球倶楽部
富士重工業　18－0　日本ウェルネススポーツ大学
全足利クラブ　7－0　Tsukuba Club
新日鐵住金鹿島　8－0　太田球友硬式野球倶楽部
- 代表決定リーグ戦

第1戦　日立製作所　14－3　全足利クラブ
第2戦　富士重工業　8－3　新日鐵住金鹿島
第3戦　富士重工業　6－4　全足利クラブ
第4戦　日立製作所　9－1　新日鐵住金鹿島
第5戦　新日鐵住金鹿島　5－1　全足利クラブ
第6戦　富士重工業　3－1　日立製作所
（1位：富士重工業（3勝）、2位：日立製作所（2勝1敗）、3位：新日鐵住金鹿島（1勝2敗）、4位：全足利クラブ（3敗））
富士重工業、日立製作所が本戦出場

## 南関東地区

### 埼玉県1次予選
- 1回戦

WARRIORS41　14－7　レジェンズ
川口ゴールデンドリームス　11－10　かみかわ野球クラブ
全三郷硬式野球部　12－11　全大宮野球団
所沢グリーンベースボールクラブ　11－6　一球幸魂倶楽部
深谷組　14－0　松山OB野球団
新波　7－5　都幾川倶楽部硬式野球団
全浦和野球団　13－8　全熊谷硬式野球クラブ
- 2回戦

WARRIORS41　4－1　浦和ダイヤモンドドッグス
川口ゴールデンドリームス　7－2　全三郷硬式野球部
深谷組　4－3　所沢グリーンベースボールクラブ
全浦和野球団　5－1　新波
- 3回戦

川口ゴールデンドリームス　7－5　WARRIORS41
深谷組　7－2　全浦和野球団
- 代表決定戦

深谷組　3－1　川口ゴールデンドリームス
- 順位決定戦

Honda　8－0　日本通運
Honda、日本通運、深谷組が南関東2次予選に進出

### 千葉県1次予選
- クラブ1回戦

サウザンリーフ市原　8－4　NTIC
YBC柏　10－1　BIG WINGS印西
- クラブ2回戦

千葉熱血MAKING　11－1　サウザンリーフ市原
YBC柏　8－2　Oceans
- クラブ敗者復活戦

サウザンリーフ市原　5－4　Oceans
- クラブ決勝

千葉熱血MAKING　3－1　YBC柏
- 1回戦

千葉熱血MAKING　9－3　サウザンリーフ市原
YBC柏　10－0　JR千葉
- 準決勝（代表決定戦）

JFE東日本　11－1　千葉熱血MAKING
新日鐵住金かずさマジック　5－3　YBC柏
- 敗者復活1回戦

YBC柏　6－3　サウザンリーフ市原
JR千葉　8－6　千葉熱血MAKING
- 敗者復活代表決定戦

YBC柏　10－1　JR千葉
- 決勝

JFE東日本　6－4　新日鐵住金かずさマジック
JFE東日本、新日鐵住金かずさマジック、YBC柏が南関東2次予選に進出

### 南関東2次予選
- 1回戦

日本通運　6－0　YBC柏
新日鐵住金かずさマジック　7－1　深谷組
- 2回戦

JFE東日本　2－0　日本通運
Honda　6－3　新日鐵住金かずさマジック
- 敗者復活1回戦

新日鐵住金かずさマジック　4－2　YBC柏
日本通運　12－2　深谷組
- 敗者復活2回戦

日本通運　1－0　新日鐵住金かずさマジック
- 第1代表決定戦

Honda　6－4　JFE東日本
- 第2代表決定戦

日本通運　1－0　JFE東日本
Honda、日本通運が本戦出場

## 東京地区

### 1次予選
- 1回戦

WIEN'Z　1－0　全府中野球倶楽部
西多摩倶楽部　11－4　武蔵野クラブ
警視庁野球部　（不戦勝）　滋慶学園
REVENGE99　5－3　TOKYO METS
THINKフィットネス・GOLD'S GYMベースボールクラブ　9－2　東京L.B.C
全調布硬式野球倶楽部　3－2　東京弥生クラブ
東京好球倶楽部　5－2　エスプライド鉄腕硬式野球部
- 2回戦

WIEN'Z　6－2　西多摩倶楽部
警視庁野球部　8－1　REVENGE99
THINKフィットネス・GOLD'S GYMベースボールクラブ　4－3　全調布硬式野球倶楽部
日本ウェルネススポーツ大学・東京　9－2　東京好球倶楽部
- 代表決定戦

警視庁野球部　3－0　WIEN'Z
THINKフィットネス・GOLD'S GYMベースボールクラブ　21－0　日本ウェルネススポーツ大学・東京
警視庁野球部、THINKフィットネス・GOLD'S GYMベースボールクラブが2次予選に進出

### 2次予選
（1次予選免除：NTT東日本、JR東日本、セガサミー、東京ガス、明治安田生命、鷺宮製作所）
- 第1代表トーナメント1回戦

鷺宮製作所　8－0　警視庁野球部
明治安田生命　2－1　NTT東日本
東京ガス　7－1　セガサミー
JR東日本　8－0　THINKフィットネス・GOLD'S GYMベースボールクラブ
- 第2代表トーナメント1回戦

NTT東日本　3－1　警視庁野球部
セガサミー　4－1　THINKフィットネス・GOLD'S GYMベースボールクラブ
- 第1代表トーナメント2回戦

明治安田生命　2－1　鷺宮製作所
東京ガス　9－4　JR東日本
- 第2代表トーナメント2回戦

JR東日本　2－1　NTT東日本
セガサミー　2－1　鷺宮製作所
- 第2代表トーナメント3回戦（敗者は第3代表決定戦に出場）

JR東日本　6－3　セガサミー
- 第4代表トーナメント1回戦

NTT東日本　4－3　鷺宮製作所
- 第1代表決定戦

東京ガス　4－2　明治安田生命　（延長11回）
- 第2代表決定戦

明治安田生命　7－3　JR東日本
- 第3代表決定戦

JR東日本　5－1　セガサミー
- 第4代表決定戦

セガサミー　6x－5　NTT東日本　（延長12回）
東京ガス、明治安田生命、JR東日本、セガサミーが本戦出場

## 西関東地区

### 神奈川県1次予選
- 1回戦

EMANONベースボールクラブ戸塚　11－9　茅ヶ崎サザンカイツ
WIEN BASEBALL CLUB　8－1　国際総合伊勢原クラブ
横浜球友クラブ　6－5　横浜中央クラブ
全川崎クラブ　10－0　京浜野球倶楽部
- 2回戦（代表決定戦）

横浜金港クラブ　18－0　EMANONベースボールクラブ
WIEN BASEBALL CLUB　4－3　横浜ベイブルース
マルユウベースボールクラブ湘南　4－3　横浜球友クラブ
全川崎クラブ　8－4　相模原クラブ
- 準決勝

横浜金港クラブ　5－3　WIEN BASEBALL CLUB
マルユウベースボールクラブ湘南　11－3　全川崎クラブ
- 決勝

横浜金港クラブ　10－3　マルユウベースボールクラブ湘南
横浜金港クラブ、マルユウベースボールクラブ湘南、WIEN BASEBALL CLUB、全川崎クラブが西関東2次予選に進出

### 山梨県1次予選
- 1回戦

TSUKUMO BASEBALL CLUB　8－5　桂倶楽部
甲斐府中クラブ　8－4　南アルプス硬式野球倶楽部
北杜クラブ　11－2　山梨球友クラブ
- 2回戦（代表決定戦）

大富士BASEBALL CREW　9－2　TSUKUMO BASEBALL CLUB
北杜クラブ　9－4　甲斐府中クラブ
- 決勝

大富士BASEBALL CREW　11－3　北杜クラブ
大富士BASEBALL CREW、北杜クラブが西関東2次予選に進出

### 西関東2次予選
（1次予選免除：JX-ENEOS、東芝、三菱日立パワーシステムズ横浜（以上神奈川県））
- 予選リーグAブロック

第1戦　横浜金港クラブ　10－0　北杜クラブ
第2戦　三菱日立パワーシステムズ横浜　21－0　横浜金港クラブ
第3戦　三菱日立パワーシステムズ横浜　10－0　北杜クラブ
（1位：三菱日立パワーシステムズ横浜（2勝）、2位：横浜金港クラブ（1勝1敗）、3位：北杜クラブ（2敗））
- 予選リーグBブロック

第1戦　マルユウベースボールクラブ湘南　10－3　ウィーンベースボールクラブ
第2戦　JX-ENEOS　19－1　マルユウベースボールクラブ湘南
第3戦　JX-ENEOS　10－3　ウィーンベースボールクラブ
（1位：JX-ENEOS（2勝）、2位：マルユウベースボールクラブ湘南（1勝1敗）、3位：ウィーンベースボールクラブ（2敗））
- 予選リーグCブロック

第1戦　全川崎クラブ　13－6　大富士BASEBALL CREW
第2戦　東芝　24－0　大富士BASEBALL CREW
第3戦　東芝　14－1　全川崎クラブ
（1位：東芝（2勝）、2位：全川崎クラブ（1勝1敗）、3位：大富士BASEBALL CREW（2敗））
- 代表決定リーグ戦

第1戦　JX-ENEOS　10－6　三菱日立パワーシステムズ横浜
第2戦　東芝　8－5　JX-ENEOS
第3戦　三菱日立パワーシステムズ横浜　5－1　東芝
（1位：東芝（1勝1敗・失点10）、2位：三菱日立パワーシステムズ横浜（1勝1敗・失点11）、3位：JX-ENEOS（1勝1敗・失点14）＝同率のため総失点により順位を決定しトーナメント戦に移行）
- 代表決定トーナメント1回戦

三菱日立パワーシステムズ横浜　5－3　JX-ENEOS
- 第1代表決定戦

東芝　5－0　三菱日立パワーシステムズ横浜
- 第2代表決定戦

JX-ENEOS　7－6　三菱日立パワーシステムズ横浜　（延長11回）
東芝、JX-ENEOSが本戦出場

## 東海地区

### 静岡県1次予選
- 1回戦

静岡硬式野球倶楽部　13－1　中電硬式野球クラブ
- 2回戦

浜松ケイ・スポーツBC　14－0　静岡硬式野球倶楽部
富士クラブ　5－2　ヤマハ発動機野球部
- 3位決定戦

ヤマハ発動機野球部　7－4　静岡硬式野球倶楽部
- 代表決定戦

浜松ケイ・スポーツBC　4－0　富士クラブ
浜松ケイ・スポーツBCが東海2次予選に進出

### 愛知県1次予選
- 1回戦

愛知ベースボール倶楽部　7－4　エディオン愛工大OB BLITZ
NPOルーキーズ　5－0　CENTRAL ARCH
- 代表決定戦

NPOルーキーズ　5－0　愛知ベースボール倶楽部
NPOルーキーズが東海2次予選に進出

### 三重県1次予選
- 1回戦

全三重クラブ　2－1　三重高虎ベースボールクラブ
奥伊勢クラブ　5－0　明野レジェンズ
- 代表決定戦

全三重クラブ　7－1　奥伊勢クラブ
全三重クラブが東海2次予選に進出

### 東海2次予選
（1次予選免除：ヤマハ（静岡県）、東邦ガス、JR東海、トヨタ自動車、王子、三菱自動車岡崎、三菱重工名古屋、東海理化、ジェイプロジェクト、新日鐵住金東海REX（以上愛知県）、日本プロスポーツ専門学校（岐阜県）、Honda鈴鹿、永和商事ウイング（以上三重県））

- 第1代表トーナメント1回戦

ヤマハ　11－0　日本プロスポーツ専門学校
三菱自動車岡崎　5－2　東海理化
JR東海　4－1　三菱重工名古屋
トヨタ自動車　15－0　NPOルーキーズ
Honda鈴鹿　10－0　全三重クラブ
ジェイプロジェクト　3－0　東邦ガス
王子　2－0　新日鐵住金東海REX
永和商事ウイング　13－6　浜松ケイ・スポーツベースボールクラブ
- 第1代表トーナメント2回戦

ヤマハ　2－1　三菱自動車岡崎
JR東海　2－1　トヨタ自動車
Honda鈴鹿　15－0　ジェイプロジェクト
永和商事ウイング　6－3　王子
- 第3代表トーナメント1回戦

東海理化　9－2　日本プロスポーツ専門学校（敗退）
三菱重工名古屋　10－0　NPOルーキーズ（敗退）
東邦ガス　16－0　全三重クラブ（敗退）
浜松ケイ・スポーツベースボールクラブ　2－1　新日鐵住金東海REX（敗退）
- 第3代表トーナメント2回戦

トヨタ自動車　1－0　東海理化
三菱重工名古屋　11－4　三菱自動車岡崎
王子　5－2　東邦ガス
ジェイプロジェクト　6－0　浜松ケイ・スポーツベースボールクラブ
- 第6代表トーナメント1回戦

三菱自動車岡崎　11－10　東海理化
東邦ガス　4－1　浜松ケイ・スポーツベースボールクラブ
- 第1代表トーナメント準決勝

JR東海　7－6　ヤマハ
永和商事ウイング　5－0　Honda鈴鹿
- 第2代表トーナメント1回戦

ヤマハ　3－2　Honda鈴鹿
- 第3代表トーナメント3回戦

トヨタ自動車　4－0　三菱重工名古屋
王子　3－1　ジェイプロジェクト
- 第4代表トーナメント1回戦

ジェイプロジェクト　2－1　三菱重工名古屋
- 第4代表トーナメント2回戦

Honda鈴鹿　2－1　ジェイプロジェクト
- 第6代表トーナメント2回戦

三菱重工名古屋　7－5　三菱自動車岡崎
ジェイプロジェクト　3－2　東邦ガス
- 第6代表トーナメント3回戦

三菱重工名古屋　6－4　ジェイプロジェクト
- 第1代表決定戦

JR東海　11－2　永和商事ウイング
- 第2代表決定戦

ヤマハ　9－5　永和商事ウイング
- 第3代表決定戦

王子　6－0　トヨタ自動車

- 第4代表決定戦

永和商事ウイング　4x－3　Honda鈴鹿
- 第5代表決定戦

トヨタ自動車　2－1　Honda鈴鹿

- 第6代表決定戦

三菱重工名古屋　1－0　Honda鈴鹿
JR東海、ヤマハ、王子、永和商事ウイング、トヨタ自動車、三菱重工名古屋が本戦出場

第85回大会優勝の西濃運輸は推薦により本戦出場

## 近畿地区

### 滋賀県1次予選
- 1回戦

湖南ベースボールクラブ　3－2　全大津野球団
近江八幡野球クラブ　6－1　瀬田クラブ
カナフレックス　9－3　OBC高島
- 2回戦

近江八幡野球クラブ　6－3　湖南ベースボールクラブ
カナフレックス　9－1　甲賀健康医療専門学校
- 代表決定戦

カナフレックス　9－1　近江八幡野球クラブ
カナフレックスが滋賀県・京都府・奈良県1次予選に進出

### 京都府1次予選
- 1回戦

DBグラッズ　7－6　東山クラブ
京都フルカウンツ　14－13　山城ベースボールクラブ
宇治ベースボールクラブ　11－2　鴨沂クラブ
京都ジャスティス　10－0　東宇治クラブ
- 2回戦

島津製作所　9－5　DBグラッズ
三菱自動車京都ダイヤフェニックス　6－1　京都フルカウンツ
京都城陽ファイアーバーズ　9－0　宇治ベースボールクラブ
ミキハウスREDS　12－0　京都ジャスティス
- 準決勝

三菱自動車京都ダイヤフェニックス　10－9　島津製作所
ミキハウスREDS　7－0　京都城陽ファイアーバーズ
- 代表決定戦

ミキハウスREDS　12－2　三菱自動車京都ダイヤフェニックス
ミキハウスREDSが滋賀県・京都府・奈良県1次予選に進出

### 奈良県1次予選
- 1回戦

奈良アンビションズクラブ　3－1　奈良フレンドベースボールクラブ
一城クラブ　5－1　奈良産業大学OBクラブ
奈良Jメンテナンス野球クラブ　7－0　GSG斑鳩クラブ
大和高田クラブ　10－0　帝塚山大学OBクラブ
- 敗者復活1回戦

奈良フレンドベースボールクラブ　17－0　奈良産業大学OBクラブ
帝塚山大学OBクラブ　6－0　GSG斑鳩クラブ
- 2回戦

奈良アンビションズクラブ　2－0　一城クラブ
大和高田クラブ　11－4　奈良Jメンテナンス野球クラブ
- 敗者復活2回戦

奈良Jメンテナンス野球クラブ　8－5　奈良フレンドベースボールクラブ
一城クラブ　6－5　帝塚山大学OBクラブ
- 敗者復活3回戦

奈良Jメンテナンス野球クラブ　4－3　一城クラブ
- 3回戦

大和高田クラブ　5－0　奈良アンビションズクラブ
- 敗者復活4回戦

奈良アンビションズクラブ　3－1　奈良Jメンテナンス野球クラブ
- 代表決定戦

大和高田クラブ　2－1　奈良アンビションズクラブ
大和高田クラブが滋賀県・京都府・奈良県1次予選に進出

### 滋賀県・京都府・奈良県1次予選
- 代表決定リーグ戦

第1戦　大和高田クラブ　2－1　ミキハウスREDS
第2戦　ミキハウスREDS　6－3　カナフレックス
第3戦　大和高田クラブ　3－0　カナフレックス
（1位：大和高田クラブ（2勝）、2位：ミキハウスREDS（1勝1敗）、3位：カナフレックス（2敗））
大和高田クラブ、ミキハウスREDSが近畿2次予選に進出

### 大阪府・和歌山県1次予選
- 1回戦

関西硬式野球クラブ　6－0　大阪ウイング硬式野球クラブ
- 2回戦

泉州大阪野球団　2－1　八尾ベースボールクラブ
NSBベースボールクラブ　6－3　関西硬式野球クラブ
履正社学園　17－1　大阪HDベースボールクラブ
和歌山箕島球友会　12－2　履正社ベースボールクラブ
- 準決勝

NSBベースボールクラブ　8－1　泉州大阪野球団
和歌山箕島球友会　6－2　履正社学園
- 代表決定戦

和歌山箕島球友会　6－1　NSBベースボールクラブ
和歌山箕島球友会が近畿2次予選に進出

### 兵庫県1次予選
- 1回戦

全播磨硬式野球団　3－0　KC西宮
県警桃太郎　9－1　神戸レールスターズ
- 2回戦

関メディベースボール学院　8－2　全播磨硬式野球団
NOMOベースボールクラブ　4－0　県警桃太郎
- 代表決定戦

NOMOベースボールクラブ　5－4　関メディベースボール学院
NOMOベースボールクラブが近畿2次予選に進出

### 近畿2次予選
（1次予選免除：日本新薬、ニチダイ（以上京都府）、日本生命、パナソニック、大阪ガス、NTT西日本（以上大阪府）、三菱重工神戸・高砂、新日鐵住金広畑（以上兵庫県））
- 第1代表トーナメント1回戦

大阪ガス　4－1　ミキハウスREDS
ニチダイ　5－4　NOMOベースボールクラブ
和歌山箕島球友会　7－0　新日鐵住金広畑
NTT西日本　6－2　大和高田クラブ
- 第1代表トーナメント2回戦

大阪ガス　2－1　三菱重工神戸・高砂
パナソニック　7－1　ニチダイ
日本生命　8－7　和歌山箕島球友会
NTT西日本　8－0　日本新薬
- 第3代表トーナメント1回戦

三菱重工神戸・高砂　8－2　ニチダイ
日本新薬　11－1　和歌山箕島球友会
- 第4代表トーナメント1回戦

ミキハウスREDS　11－1　NOMOベースボールクラブ
新日鐵住金広畑　8－3　大和高田クラブ
- 第4代表トーナメント2回戦

ミキハウスREDS　2－1　和歌山箕島球友会
新日鐵住金広畑　13－0　ニチダイ
- 第4代表トーナメント3回戦

新日鐵住金広畑　13－3　ミキハウスREDS
- 第1代表トーナメント準決勝

大阪ガス　5－3　パナソニック
NTT西日本　5－2　日本生命
- 第2代表トーナメント1回戦

パナソニック　2－0　日本生命
- 第3代表トーナメント2回戦

三菱重工神戸・高砂　4－3　日本新薬
- 第4代表トーナメント4回戦

日本生命　6－3　新日鐵住金広畑
- 第5代表トーナメント1回戦

日本新薬　5－4　新日鐵住金広畑
- 第1代表決定戦

大阪ガス　3－0　NTT西日本
- 第2代表決定戦

NTT西日本　2－1　パナソニック
- 第3代表決定戦

三菱重工神戸・高砂　4－3　パナソニック
- 第4代表決定戦

日本生命　6－2　パナソニック
- 第5代表決定戦

日本新薬　3－2　パナソニック
大阪ガス、NTT西日本、三菱重工神戸・高砂、日本生命、日本新薬が本戦出場

## 中国地区

### 岡山県・鳥取県・島根県1次予選
- 1回戦

ショウワコーポレーション　10－4　WEED BASEBALL CLUB
MJG島根　7－5　鳥取Pear Kings
- 順位決定戦

鳥取Pear Kings　19－1　WEED BASEBALL CLUB
- 2回戦

MJG島根　3－0　ショウワコーポレーション
- 3回戦

シティライト岡山　4－2　MJG島根
倉敷ピーチジャックス　6－2　三菱自動車倉敷オーシャンズ
- 敗者復活1回戦

三菱自動車倉敷オーシャンズ　9－1　MJG島根
- 代表決定戦

シティライト岡山　6－2　倉敷ピーチジャックス
- 中国1次予選代表決定戦

三菱自動車倉敷オーシャンズ　3－1　倉敷ピーチジャックス
シティライト岡山が中国2次予選に進出、三菱自動車倉敷オーシャンズは中国1次予選に出場

### 広島県1次予選
- 1回戦（代表決定戦）

JR西日本　10－0　広島鯉城クラブ
伯和ビクトリーズ　4－0　JFE西日本
ツネイシ　1－0　MSH医療専門学校
- 敗者復活1回戦

MSH医療専門学校　16－0　広島鯉城クラブ
- 敗者復活代表決定戦

JFE西日本　7－5　MSH医療専門学校
- 準決勝

三菱重工広島　12－3　JR西日本
伯和ビクトリーズ　13－3　ツネイシ
- 決勝

三菱重工広島　3－2　伯和ビクトリーズ
三菱重工広島、伯和ビクトリーズ、JR西日本、ツネイシ、JFE西日本が中国2次予選に進出、MSH医療専門学校は中国1次予選に出場

### 山口県1次予選
- 1回戦

航空自衛隊防府クラブ　8－4　岩国五橋クラブ
- 2回戦

山口防府ベースボールクラブ　5－2　航空自衛隊防府クラブ
光シーガルズ　9－1　海上自衛隊岩国クラブ
- 代表決定戦

光シーガルズ　1－0　山口防府ベースボールクラブ
光シーガルズが中国2次予選に進出、山口防府ベースボールクラブは中国1次予選に出場

### 中国1次予選
- 代表決定リーグ戦

第1戦　山口防府ベースボールクラブ　6－0　MSH医療専門学校
第2戦　三菱自動車倉敷オーシャンズ　6－1　MSH医療専門学校
第3戦　三菱自動車倉敷オーシャンズ　6－0　山口防府ベースボールクラブ
（1位：三菱自動車倉敷オーシャンズ（2勝）、2位：山口防府ベースボールクラブ（1勝1敗）、3位：MSH医療専門学校（2敗））
三菱自動車倉敷オーシャンズが中国2次予選に進出

### 中国2次予選
- リーグ戦Aブロック

第1戦　光シーガルズ　4－1　三菱自動車倉敷オーシャンズ
第2戦　JFE西日本　7－0　三菱重工広島
第3戦　三菱重工広島　4－2　光シーガルズ
第4戦　JFE西日本　4－3　三菱自動車倉敷オーシャンズ
第5戦　JFE西日本　3－0　光シーガルズ
第6戦　三菱重工広島　4－0　三菱自動車倉敷オーシャンズ
（1位：JFE西日本（勝点10）、2位：三菱重工広島（同5）、3位：光シーガルズ（同3）、4位：三菱自動車倉敷オーシャンズ（同0）＝コールド勝ち：勝点4、勝ち：同3、引き分け：同1、負け：同0、コールド負け：同-1で計算。Bブロックも同じ）
- リーグ戦Bブロック

第1戦　JR西日本　4－1　伯和ビクトリーズ
第2戦　シティライト岡山　2－0　ツネイシ
第3戦　JR西日本　10－0　ツネイシ
第4戦　伯和ビクトリーズ　8－2　シティライト岡山
第5戦　伯和ビクトリーズ　2－2　ツネイシ
第6戦　シティライト岡山　6－1　JR西日本
（1位：JR西日本（勝点7）、2位：シティライト岡山（同6）、3位：伯和ビクトリーズ（同4）、4位：ツネイシ（同0））
- 準決勝

JFE西日本　4－0　シティライト岡山
三菱重工広島　3－0　JR西日本
- 敗者復活1回戦

シティライト岡山　4－2　JR西日本
- 第1代表決定戦

JFE西日本　3－2　三菱重工広島
- 第2代表決定戦

三菱重工広島　5－0　シティライト岡山
JFE西日本、三菱重工広島が本戦出場

## 四国地区

### 1次予選
- 代表決定リーグ戦

第1戦　松山フェニックス　9－3　JR四国
第2戦　アークバリアドリームクラブ　5－2　徳島野球倶楽部
第3戦　松山フェニックス　8－0　アークバリアドリームクラブ
第4戦　JR四国　14－0　四国銀行
第5戦　JR四国　5－1　徳島野球倶楽部
第6戦　松山フェニックス　3－2　四国銀行
第7戦　四国銀行　7－0　徳島野球倶楽部
第8戦　JR四国　6－1　アークバリアドリームクラブ
第9戦　アークバリアドリームクラブ　7－2　四国銀行
第10戦　松山フェニックス　17－0　徳島野球倶楽部
（1位：松山フェニックス（4勝）、2位：JR四国（3勝1敗）、3位：アークバリアドリームクラブ（2勝2敗）、4位：四国銀行（1勝3敗）、5位：徳島野球倶楽部（4敗））
松山フェニックス、JR四国、アークバリアドリームクラブ、四国銀行が2次予選に進出

### 2次予選
- 1回戦

松山フェニックス　1－0　四国銀行
JR四国　1－0　アークバリアドリームクラブ
- 代表決定戦

JR四国　2－0　松山フェニックス
JR四国が本戦出場

## 九州地区

### 福岡県1次予選
- 1回戦

沖データ・コンピュータ教育学院　2－1　福岡オーシャンズ9
- 代表決定戦

JR九州　6－1　沖データ・コンピュータ教育学院
西部ガス　6－0　日本ウェルネススポーツ専門学校北九州
九州三菱自動車　9－0　苅田ビクトリーズベースボールクラブ
- 敗者復活1回戦

苅田ビクトリーズベースボールクラブ　（不戦勝）　福岡オーシャンズ9
沖データ・コンピュータ教育学院　8－4　日本ウェルネススポーツ専門学校北九州
- 敗者復活代表決定戦

苅田ビクトリーズベースボールクラブ　8－6　沖データ・コンピュータ教育学院
JR九州、西部ガス、九州三菱自動車、苅田ビクトリーズベースボールクラブが九州2次予選に進出

### 佐賀県・長崎県1次予選
- 代表決定リーグ戦

第1戦　三菱重工長崎　7－0　佐賀魂
第2戦　三菱重工長崎　12－0　ビクトリークロウ
（三菱重工長崎2勝につき残りの試合打ち切り）
三菱重工長崎が九州2次予選に進出

### 大分県1次予選
- 1回戦

新日鐵住金大分　7－1　BANベースボールクラブ
九州総合スポーツカレッジ　16－0　大分ソーリンズ野球倶楽部
- 3位決定戦

BANベースボールクラブ　15－4　大分ソーリンズ野球倶楽部
- 代表決定戦

新日鐵住金大分　4－1　九州総合スポーツカレッジ
新日鐵住金大分が九州2次予選に進出、九州総合スポーツカレッジ、BANベースボールクラブは大分県・熊本県1次予選に出場

### 熊本県1次予選
- 代表決定戦

Honda熊本　10－0　八代レッドスター硬式野球クラブ
熊本ゴールデンラークス　8－3　九州工科自動車専門学校
- 順位決定戦

九州工科自動車専門学校　9－2　八代レッドスター硬式野球クラブ
Honda熊本、熊本ゴールデンラークスが九州2次予選に進出、九州工科自動車専門学校、八代レッドスター硬式野球クラブは大分県・熊本県1次予選に出場

### 大分県・熊本県1次予選
- 1回戦

九州工科自動車専門学校　5－0　BANベースボールクラブ
九州総合スポーツカレッジ　11－2　八代レッドスター硬式野球クラブ
- 代表決定戦

九州工科自動車専門学校　1－0　九州総合スポーツカレッジ
九州工科自動車専門学校が九州2次予選に進出

### 宮崎県・鹿児島県1次予選
- 代表決定リーグ戦

第1戦　宮崎梅田学園　5－1　宮崎福祉医療カレッジ
第2戦　鹿児島ドリームウェーブ　8－5　宮崎福祉医療カレッジ
第3戦　宮崎梅田学園　5－0　鹿児島ドリームウェーブ
（1位：宮崎梅田学園（2勝）、2位：鹿児島ドリームウェーブ（1勝1敗）、3位：宮崎福祉医療カレッジ（2敗））
宮崎梅田学園が九州2次予選に進出

### 沖縄県1次予選
- 1回戦

沖縄電力　6－5　エナジック
てるクリニック　7－5　ビッグ開発ベースボールクラブ
- 敗者復活1回戦

ビッグ開発ベースボールクラブ　4－3　エナジック
- 代表決定戦

沖縄電力　5－0　てるクリニック
- 敗者復活代表決定戦

てるクリニック　3－1　ビッグ開発ベースボールクラブ
沖縄電力、てるクリニックが九州2次予選に進出

### 九州2次予選
- 第1代表トーナメント1回戦

宮崎梅田学園　1－0　新日鐵住金大分
九州三菱自動車　7－1　苅田ビクトリーズベースボールクラブ
三菱重工長崎　19－2　てるクリニック
熊本ゴールデンラークス　7－0　九州工科自動車専門学校
- 第1代表トーナメント2回戦

Honda熊本　3－1　宮崎梅田学園
西部ガス　6－0　九州三菱自動車
三菱重工長崎　10－3　沖縄電力
JR九州　5－2　熊本ゴールデンラークス
- 第2代表トーナメント1回戦

新日鐵住金大分　5－4　沖縄電力
熊本ゴールデンラークス　10－0　苅田ビクトリーズベースボールクラブ
宮崎梅田学園　11－0　てるクリニック
九州工科自動車専門学校　2－0　九州三菱自動車
- 第2代表トーナメント2回戦

熊本ゴールデンラークス　5－0　新日鐵住金大分
宮崎梅田学園　6－0　九州工科自動車専門学校
- 第1代表トーナメント準決勝

Honda熊本　1－0　西部ガス
JR九州　8－7　三菱重工長崎
- 第2代表トーナメント3回戦

西部ガス　3－1　熊本ゴールデンラークス
三菱重工長崎　1－0　宮崎梅田学園
- 第3代表トーナメント1回戦

宮崎梅田学園　4－1　熊本ゴールデンラークス
- 第2代表トーナメント4回戦

三菱重工長崎　10－5　西部ガス
- 第3代表トーナメント2回戦

西部ガス　6－4　宮崎梅田学園
- 第1代表決定戦

JR九州　4－2　Honda熊本
- 第2代表決定戦

三菱重工長崎　2－1　Honda熊本
- 第3代表決定戦

西部ガス　4－1　Honda熊本
JR九州、三菱重工長崎、西部ガスが本戦出場